# Nick Adams (pilote automobile)
Pour les articles homonymes, voir Nick Adams et Adams.
Pas d'image ? Cliquez ici
Nicholas John Adams, plus connu sous le nom de Nick Adams, né le 7 août 1946, à Braunton au Royaume-Uni, est un pilote automobile britannique. Il a disputé plusieurs saisons du Championnat du monde des voitures de sport au sein de l'écurie britannique Chamberlain Engineering.

## Carrière

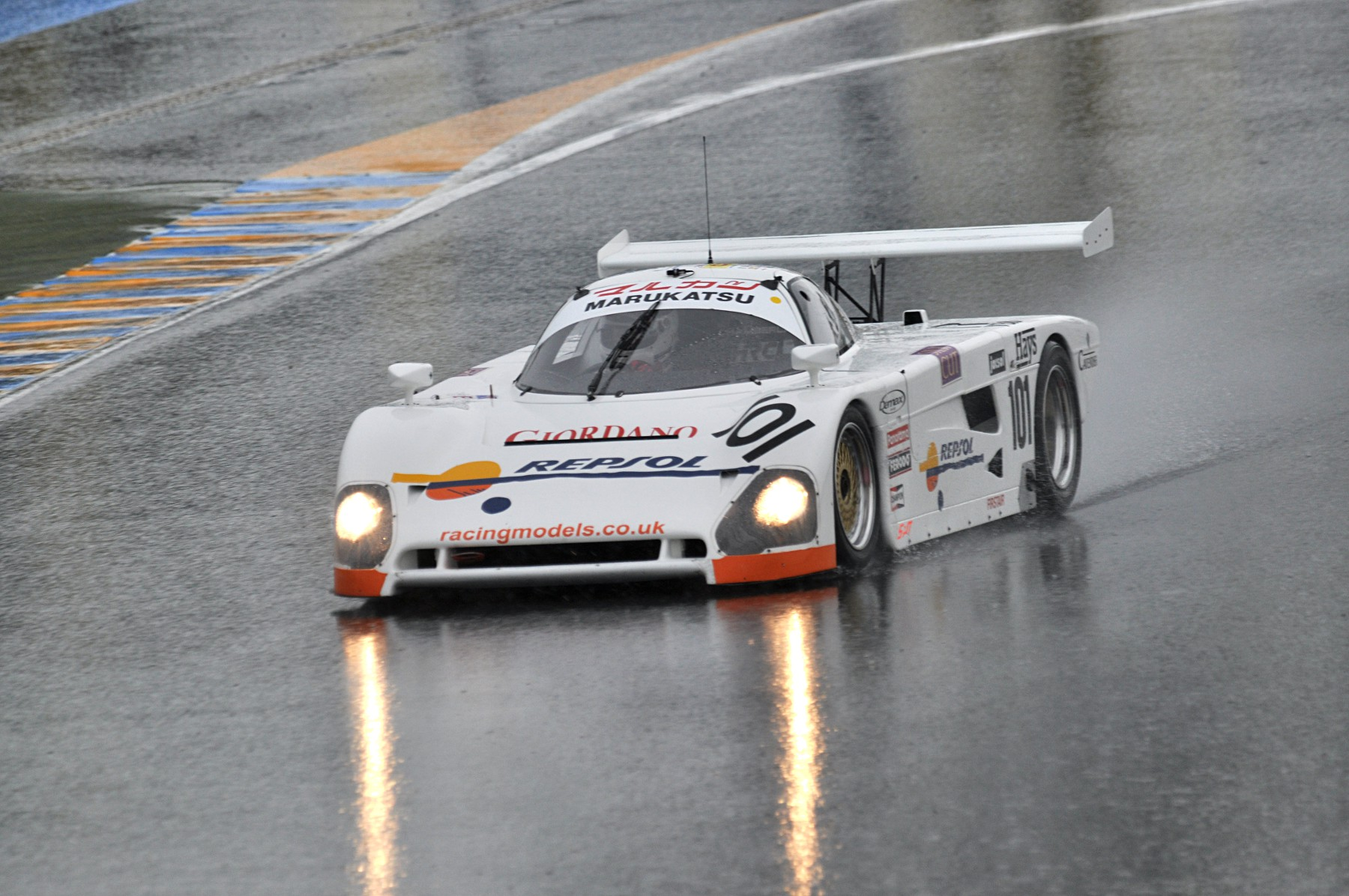
Spice SE88C de l'écurie britannique Chamberlain Engineering pilotée par Nick Adams lors des 24 Heures du Mans 1989

Nick Adams a participé aux compétitions de Formule Atlantique britannique en 1980 et 1981. Il a ensuite commencé à participer à temps partiel au Championnat du monde des voitures de sport au sein d'écuries telles que Team Labbatt's, ADA Engineering et John Bartlett Racing avant de rejoindre l'écurie Chamberlain Engineering en 1988 avec qui il participa plus régulièrement aux différentes épreuves du championnat jusque 1992.
Il a fait ses débuts aux 24 Heures du Mans en 1985 et y participa en 9 occasions. Il arriva à rejoindre le drapeau à damier qu'à une seule occasion pour sa dernière participation en 1995 au volant d'une Porsche 911 GT2 inscrite par Richard Jones (en). Il finira en 7e position au classement général et 6e dans la catégorie GT2.
À partir de 2992, il participa au Championnat de Grande-Bretagne de Formule 2 au sein de l'écurie Madgwick International.
Nick Adams a bouclé sa carrière au volant d'une Jaguar XJ220, toujours avec l'écurie Chamberlain Engineering, lors des 4 Heures de Silverstone, manche du Championnat du monde GT en 1996. Il est ensuite revenu à la course en 2006 pour effectuer six départs au Championnat d'Europe FIA GT3 avec l'écurie Damax au volant d'une Ascari KZ1R.

## Palmarès

### 24 Heures du Mans
| Année | Écurie                  | Coéquipiers                               | Voiture               | Classe | Tours | Pos. | Class Pos. |
| ----- | ----------------------- | ----------------------------------------- | --------------------- | ------ | ----- | ---- | ---------- |
| 1985  | Team Labbatt's          | Frank Jelinski John Graham                | Gebhardt JC853 - Ford | C2     | 213   | Nc.  | Nc.        |
| 1986  | John Bartlett Racing    | Robin Donovan Richard Jones (en)          | Bardon DB1 - Ford     | C2     | 210   | Nc.  | Nc.        |
| 1987  | Chamberlain Engineering | Graham Duxbury (en) Richard Jones (en)    | Spice SE86C - Hart    | C2     | 239   | Nc.  | Nc.        |
| 1988  | Chamberlain Engineering | Martin Birrane (en) Richard Jones (en)    | Spice SE86C - Hart    | C2     | 223   | Abd. | Abd.       |
| 1989  | Chamberlain Engineering | Fermín Vélez Luigi Taverna                | Spice SE88C - Ford    | C2     | 244   | Abd. | Abd.       |
| 1990  | MOMO Gebhardt Racing    | Giampiero Moretti Günther Gebhardt (de)   | Porsche 962C          | GTP    | 138   | Abd. | Abd.       |
| 1991  | Chamberlain Engineering | Robin Donovan Richard Jones (en)          | Spice SE89C - Ford    | C2     | 138   | Abd. | Abd.       |
| 1993  | Chamberlain Engineering | Andy Petery (de) Hervé Regout             | Spice SE89C - Ford    | C2     | 137   | Abd. | Abd.       |
| 1995  | Richard Jones (en)      | Richard Jones (en) Gérard MacQuillan (de) | Porsche 911 GT2       | GT2    | 250   | 17e  | 6e         |

### Championnat du monde des voitures de sport
| Année | Écurie                                    | Châssis                       | Classe  | 1        | 2        | 3        | 4        | 5        | 6        | 7        | 8       | 9      | 10  | 11    | Position | Points |
| ----- | ----------------------------------------- | ----------------------------- | ------- | -------- | -------- | -------- | -------- | -------- | -------- | -------- | ------- | ------ | --- | ----- | -------- | ------ |
| 1985  | Team Labbatt's ADA Engineering            | Gebhardt JC853 Gebhardt JC843 | C2      | MUG      | MON      | SIL 14   | LMS NC   | HOC      | MOS      | SPA      | BHC 10  | FUJ    | SEL |       |          | 0      |
| 1986  | John Bartlett Racing Gebhardt Motorsport  | Bardon DB1 Gebhardt JC853     | C2      | MON      | SIL Abd. | LMS NC   | NOR      | BHC Abd. | JER NC   | NÜR      | SPA     | FUJ    |     |       |          | 0      |
| 1987  | Chamberlain Engineering Spice Engineering | Spice SE86C Spice SE87C       | C2      | JAR      | JER      | MON Abd. | SIL Abd. | LMS NC   | NOR 8    | BHC 15   | NÜR 16  | SPA 20 | FUJ |       | 45e      | 5      |
| 1988  | Chamberlain Engineering                   | Spice SE86C                   | C2      | JER Abd. | JAR 12   | MON Abd. | SIL Abd. | LMS Abd. | BRN 10   | BHC Abd. | NÜR 14  | SPA 9  | FUJ | SAN 9 | 49e      | 15     |
| 1989  | Chamberlain Engineering                   | Spice SE86C Spice SE89C       | C2      | SUZ 22   | DIJ 11   | JAR 13   | BHC 8    | NÜR Abd. | DON 13   | SPA 13   | MEX 14  |        |     |       | 44e      | 3      |
| 1990  | Chamberlain Engineering                   | Spice SE90C Spice SE89C       | C       | SUZ      | MNZ Abd. | SIL 14   | SPA Abd. | DIJ 14   | NÜR Abd. | DON Abd. | MON Np. | MEX    |     |       |          | 0      |
| 1991  | Chamberlain Engineering                   | Spice SE89C                   | C2      | SUZ      | MON      | SIL      | LMS Abd. | NUR      | MAG      | MEX      | AUT     |        |     |       |          | 0      |
| 1992  | Chamberlain Engineering                   | Spice SE89C                   | FIA Cup | MON      | SIL      | LMS      | DON      | SUZ 6    | MAG 6    |          |         |        |     |       | 21e      | 12     |